# Gaushorn
Gaushorn település Németországban, Schleswig-Holstein tartományban. Lakosainak száma 171 fő (2023. december 31.).

## Népesség
A település népességének változása:
| Lakosok száma | 192  | 170  | 167  | 173  | 174  | 171  |
|               | 1975 | 2017 | 2019 | 2021 | 2022 | 2023 |